# Inashiki
Inashiki è una città giapponese della prefettura di Ibaraki.
La città è stata istituita il 22 marzo 2005 dalla fusione delle preesistenti Azuma, Edosaki e Shintone e la località di Sakuragawa, tutte appartenenti al Distretto di Inashiki.